# Маринови
Маринови (пол. Marynowy) — село в Польщі, у гміні Новий Двур-Гданський Новодворського повіту Поморського воєводства.
Населення — 516 осіб (2011).
У 1975-1998 роках село належало до Ельблонзького воєводства.

## Демографія
Демографічна структура станом на 31 березня 2011 року:
|          | Загалом | Допрацездатний вік | Працездатний вік | Постпрацездатний вік |
| -------- | ------- | ------------------ | ---------------- | -------------------- |
| Чоловіки | 269     | 56                 | 177              | 36                   |
| Жінки    | 247     | 41                 | 155              | 51                   |
| Разом    | 516     | 97                 | 332              | 87                   |